# Theuremaripa kirleyi
Theuremaripa kirleyi är en skalbaggsart som beskrevs av Soula 2002. Theuremaripa kirleyi ingår i släktet Theuremaripa och familjen Rutelidae. Inga underarter finns listade i Catalogue of Life.